# Olivier Nakache
Olivier Nakache (Suresnes, Altos del Sena, 15 de abril de 1973) es un  director de cine, actor y guionista francés. Trabaja conjuntamente con el también director Éric Toledano, tanto en los guiones como en la realización y dirección de sus filmes. Es hermano de la también actriz y directora Géraldine Nakache.

## Biografía
Olivier Nakache nació el 15 de abril de 1973 en Suresnes, hijo de un padre informático y una madre contable. Ambos son judíos argelinos. Es hermano de Géraldine Nakache.

## Filmografía

### Director y guionista, en colaboración con Éric Toledano
(La Part de l'ombre es el único proyecto en el que Éric Toledano y Olivier Nakache no son también los guionistas).

#### Cortometrajes
- 1995 : Le jour et la nuit
- 1999 : Les petits souliers
- 2000 : La part de l'ombre
- 2002 : Ces jours heureux

#### Largometrajes
- 2005 : Je préfère qu'on reste amis...
- 2006 : Nos jours heureux
- 2009 : Tellement proches
- 2011 : Intocable (Intouchables)
- 2014 : Samba
- 2017 : La fiesta de la vida (Le sens de la fête)
- 2019 : Especiales (Hors normes)

### Actor
- 2003 : Une fleur pour Marie
- 2006 : Mer belle à agitée
- 2006 : Nos jours heureux

## Premios y distinciones
Festival Internacional de Cine de San Sebastián
| Año  | Categoría          | Película   | Resultado |
| ---- | ------------------ | ---------- | --------- |
| 2019 | Premio del Público | Especiales | Ganador   |